# Qantara.de
Qantara.de (arabisch قنطرة, DMG Qanṭara ‚Brücke‘) ist ein Internetportal des Instituts für Auslandsbeziehungen e. V., das in den Sprachen Deutsch, Englisch und Arabisch den Dialog zwischen europäisch und islamisch geprägten Gesellschaften fördern will.

## Organisation und Inhalte
Das Portal geht auf eine Initiative des deutschen Außenministeriums zurück, in Reaktion auf die krisenhafte Entwicklung der Beziehung zur islamischen Welt nach dem Schock der Terroranschläge am 11. September 2001 in den USA. Das Dialogprojekt macht es sich zur Aufgabe, die Verständigung zwischen den europäischen und islamisch geprägten Kulturkreisen zu fördern, mit dem Ziel, Wissensdefizite abzubauen und Vorurteilen entgegenzuwirken.
Anspruch des Redaktionsteams ist, die Publikationen von solchen westlichen und muslimischen Autoren zu ermöglichen und zu betreuen, die auch in Krisenzeiten die offene und respektvolle Auseinandersetzung über Gemeinsamkeiten wie über strittige Themen suchen. Dazu gehörten beim Startangebot der Plattform zum Beispiel der ägyptische Literaturwissenschaftler Nasr Hamid Abu Zaid, der deutsche Ex-Diplomat und Muslim Murad Hofmann, die Islamtheologin Halima Krausen, der Konfliktforscher Heiner Bielefeldt und der Physiker Ernst Ulrich von Weizsäcker. Bis Ende 2023 hatten etwa 2.000 internationale Autoren wie Katajun Amirpur, Ali Anouzla und Mathias Rohe Artikel über Themen aus mehr als 100 Ländern beigetragen.
Kooperationspartner der Deutschen Welle in Köln beim Betrieb der seit März 2003 online erreichbaren Plattform waren die Bundeszentrale für politische Bildung (bpb), das Goethe-Institut (GI) und das Institut für Auslandsbeziehungen (ifa). Im Jahr 2021 waren lediglich die beiden letztgenannten Institutionen als beratende Mitglieder aufgeführt. Ende 2014 sollte die weitere Förderung aus dem Etat des Staatsministeriums für Kultur auslaufen; eine Anschlussförderung war zunächst unsicher. Auch danach wurde das Projekt jedoch durch das Auswärtige Amt gefördert und publizierte weiterhin.
Im September 2022 wurde bekannt, dass die Gelder für Qantara gestrichen werden sollen, was das Aus für das Projekt bedeutet hätte. Dies führte zu einem Protestaufruf von rund 60 Nahostexperten. So äußerte der Islamwissenschaftler Stefan Weidner auf Deutschlandfunk Kultur, dass die Redaktion als regierungsunabhängige Form der auswärtigen Kultur- und Medienpolitik (AKBP) Informationen aus Deutschland für die arabische Welt veröffentlichen könne, die dort sonst nicht erscheinen würden.
Im April 2024 berichtete die Frankfurter Rundschau, dass das Auswärtige Amt (AA) ab Juli des Jahres Qantara in die Verantwortung des Instituts für Auslandsbeziehungen (ifa) in Stuttgart übertragen werde. Das ifa wird als eine der Mittlerorganisationen der AKBP für internationalen Kulturaustausch vom AA gefördert und veröffentlichte bereits vor der Übernahme von Qantara mehrere Publikationen zur Kultur und Außenpolitik. Sowohl Hochschullehrer wie Jürgen Zimmerer und Jannis Grimm als auch alle Mitglieder der bisherigen Redaktion von Qantara, die ein Ende ihrer Mitarbeit angekündigt hatten, äußerten Bedenken, dass das AA künftig „politische Kontrolle“ ausüben könnte.
Am 6. Dezember 2023 gab das ifa bekannt, dass Qantara seit Mitte 2023 durch das ifa in Kooperation mit der Deutschen Welle „umgesetzt“, umstrukturiert und neu gestaltet wurde. Am 28. Juni 2024, also kurz vor dem Wechsel der Plattform in seine alleinige Zuständigkeit informierte das ifa, dass künftig eine neue Redaktion unter Leitung des neuen Chefredakteurs Jannis Hagmann, ehemals Nahost-Redakteur im Auslandsressort der Tageszeitung, zusammengestellt werde. Nach Angaben des ifa werden sämtliche bisherigen Arbeitsbereiche aus rechtlichen Gründen neu ausgeschrieben, ca. 85 % der vorherigen Beiträge auf Qantara bleiben nach dem Plattformwechsel erhalten.

## Audio
- Online-Magazin "Qantara": Der andere Blick auf den Nahen Osten, von Ulrike Hummel, NDR 20. Februar 2025